# سده نوزدهم میلادی
| سده‌ها: | سده ۱۸ - سده ۱۹ - سده ۲۰                          |
| دهه‌ها: | ۱۸۰۰ ۱۸۱۰ ۱۸۲۰ ۱۸۳۰ ۱۸۴۰ ۱۸۵۰ ۱۸۶۰ ۱۸۷۰ ۱۸۸۰ ۱۸۹۰ |

سدهٔ نوزدهم میلادی به فاصلهٔ بین سال‌های ۱۸۰۱ تا ۱۹۰۰ در گاهشماری میلادی گفته می‌شود.
گاهی مورخان از «سدهٔ نوزدهم میلادی» برای اشاره به دوران تاریخی بین سال‌های ۱۸۱۵ (کنگرهٔ وین) تا ۱۹۱۴ (۱۲۹۲) (آغاز جنگ جهانی اول) استفاده می‌کنند. اریک هابس‌باوم نیز اصطلاحی به نام «سدهٔ نوزدهم میلادی طولانی» برای اشاره به سال‌های بین ۱۷۸۹ تا ۱۹۱۴ ساخته‌است.
در این سده امپراتوری‌های عثمانی، اسپانیا و پرتغال نابود شدند و امپراتوری‌های مغول و روم مقدس نیز به پایان رسیدند.
امپراتوری بریتانیا پس از جنگ‌های ناپلئونی، درحالی‌که یک ربع از جمعیت جهان و یک سوم زمین‌ها را در اختیار داشت تبدیل به بزرگ‌ترین ابرقدرت این سده شد. این امر باعث تقویت یک صلح بریتانیایی، پیشبرد تجارت و مبارزه با دزدی دریایی فراگیر شد.
میزان برده‌داری در کل جهان بسیار کمتر شد. پس از شورش برده‌ها در هاییتی، بریتانیا دزدان دریایی بربر را که به دزدی و برده‌گیری اروپاییان می‌پرداختند مجبور به تسلیم شدن کرد و به نیروی دریایی خود ابلاغ کرد تا هر گونه تجارت برده را متوقف سازند. برده‌داری سپس در روسیه، آمریکا و برزیل ممنوع اعلام شد. (مراجعه کنید به الغای برده‌داری)
الکتریسیته، فولاد و نفت موجبات دومین انقلاب صنعتی را که کشورهایی چون آلمان، ژاپن و ایالات متحده را تبدیل به امپراتوری‌های زمان کرد فراهم آوردند. با اینحال روسیه و سلسلهٔ چینگ در چین نتوانستند همراه با این انقلاب گام بردارند و در نتیجه آشوب‌های اجتماعی وسیعی در این دو امپراتوری به وجود آمد.

## قارهٔ اروپا

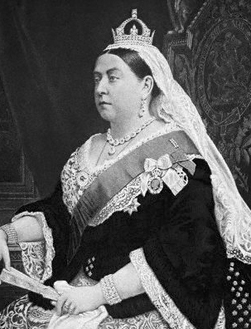
ملکه ویکتوریا، ملکهٔ امپراتوری بریتانیا از سال ۱۸۳۷ (۱۲۱۵) تا پایان سدهٔ نوزدهم. دوران تحت سلطنت وی به عصر ویکتوریا مشهور است.

در سال ۱۸۰۱ پارلمان ایرلند رای به اتحاد با انگلستان داد و در نتیجه پادشاهی متحد بریتانیا به وجود آمد. ایرلند تا سال ۱۹۲۲ (۱۳۰۰) زیر نظر بریتانیا بود ولی پس از اینکه اکثریت شهرستان‌های ایرلندی‌نشین و اکثریت جمعیت ایرلندی‌ها خواستار جدایی از انگلیس شدند، ایالت خودمختار ایرلند به وجود آمد. شهرستان‌های شمالی همچنان به بریتانیا وفادار ماندند و تا به امروز تحت عنوان ایرلند شمالی از کشور ایرلند جدا هستند.
در ۱۷ مه ۱۸۱۴، نروژ از کنترل سوئد خارج شد و استقلال خود را اعلام کرد. هر چند این کشور مجبور به ادامهٔ یک اتحاد خصوصی با سوئد شد ولی قانون اساسی آزاد خود را حفظ کرد. روند افزایش ملی‌گرایی نروژی آن قدر در طول این سده ادامه یافت تا بالاخره نروژ توانست در سال ۱۹۰۵ (۱۲۸۳) استقلال خود را به دست آورد.
آغاز سدهٔ ۱۹ میلادی با شروع کشمکش‌هایی بین فرانسه و انگلیس و متحدانشان بر سر کنترل اروپا و جهان هم‌زمان بود. جنگ‌هایی را که در این زمینه به وقوع پیوستند جنگ‌های ناپلئونی می‌گویند که در پایان آنها، ناپلئون در سال ۱۸۱۵ (۱۱۹۳) در واترلو شکست خورد.
همچنین در سال ۱۸۱۵ گرینلند به‌طور رسمی از کنترل نروژ خارج شد و زیر نظر دانمارک رفت.
یونان در سال ۱۸۲۱ استقلال خود از امپراتوری عثمانی را اعلام کرد ولی نتوانست در جنگ‌های پس از آن تا سال ۱۸۲۹ پیروز شود.
دورهٔ ویکتوریایی در بریتانیای کبیر اوج دوران انقلاب صنعتی بریتانیا و شاخصهٔ امپراتوری بریتانیا به‌شمار می‌رود. این دوره را غالباً بین سال‌های ۱۸۳۷ تا ۱۹۰۱ زمان سلطنت ملکه ویکتوریا می‌دانند. انقلاب موجب گسترش راه‌آهن به کل کشور و پیشرفت‌های مهم در مهندسی شد. متروی زیرزمینی لندن افتتاح شد و لامپ‌های الکتریکی پرنور در خیابان‌های این شهر نصب شدند.
در سال ۱۸۴۸ انقلاب‌های زیادی با تأثیرگیری از انقلاب فرانسه در اروپا اتفاق افتادند. همچنین مفهومی به نام امپریالیسم جدید بر دورهٔ پایانی این سده مسلط شد. امپریالیسم نو به معنای تملک سریع مستعمرات جدید در سطح جهان توسط اروپا بود. در این میان غارت آفریقا قابل توجه است.
در بسیاری از کشورهای اروپایی به ویژه آلمان انقلاب صنعتی به وجود آمد. این انقلاب تا پایان این سده با ساخت کارخانجات و راه‌آهن در تمامی سطح قاره گسترش پیدا کرد.
هر چند که تأثیر رومانتیسم تا حدود زیادی در دوره ویکتوریایی قابل مشاهده بود ولی در میانهٔ این سده با مخالفت‌های جدی مواجه شد: بسیاری از اکتشافات علمی مثل نظریه تکامل داروین و نظرات اگوست کنت فیلسوف فرانسوی که تا حدودی از انقلاب صنعتی تأثیر گرفته بودند، باعث قدرت‌گیری عقل‌گرایی جدید (پوزیتیویسم) که شاخصهٔ ادبی آن ناتورالیسم می‌باشد گردید. نظریهٔ آن، که تأثیر زیادی از فلسفه جبرگرا و علم ژنتیک گرفته بود، بر روی اهمیت محیط در شکل‌دهی انسان و رمان‌های فرانسوی جدید تأکید داشت. همان‌طور که امپرسیونیسم در هنر نمایندهٔ چنین دیدگاهی است.
جمهوری ایتالیا در ۱۷ مارس ۱۸۶۱ تشکیل شد. شاه ویکتور امانوئل دوم توانست استان‌های ایتالیایی شبه جزیره را تحت یک ملت با هم متحد سازد. کنت کامیلو بنسو دی کاوور و جوزپه گاریبالدی نقش مهمی در طرح‌ریزی این اتحاد داشتند. شهر رم تا سال ۱۸۷۰ تحت کنترل پاپ بود. در این سال ارتش ایتالیا از طریق راه پورتا پیا به استان واتیکان وارد شدند. رم به ایتالیا ضمیمه شد ولی پاپ از امضای پیمان سر باز زد و به دژ گاندولفو پناه برد. از آنجا نیز حکمی اعلام کرد که طبق آن هرگونه مشارکت کاتولیک‌های ایتالیایی در زندگی سیاسی معادل ارتداد به‌شمار می‌رفت. ترنتینو و تیرول جنوبی در سدهٔ بعدی و پس از سال ۱۹۱۸ به خاک ایتالیا ضمیمه شدند. این چنین شد که روند متحدسازی ایتالیا که توسط ویکتور امانوئل دوم در سلسلهٔ ساووی طرح‌ریزی شده بود به سر انجام رسید.
در سال ۱۸۷۱ امپراتوری آلمان با اتحاد پروس و کنفدراسیون جرمن شمالی توسط اتو ون بیسمارک به وجود آمد. این کشور قدرتمند تا سال ۱۹۱۸ ادامه یافت و با عنوان رایش دوم مشهور شد. بیسمارک توانست استان‌های جدید زیادی را طی جنگ‌های مبتکرانهٔ کوتاه و دیپلماتیک به دست آورد. او با اتریش هم پیمان شد تا دانمارک را شکست دهد و ناحیهٔ شلزویگ-هولشتاین را تصرف کند. او جنگ اتریش و پروس (آسترو-پروسیان) را آغاز کرد و پیروز شد اما اینکار فقط برای این بود که ایتالیا طرف آلمان را بگیرد. سپس پروس وارد جنگ فرانسه و پروس (فرانکو-پروسین) (۷۱–۱۸۷۰) شد و توانست شکست کاملی به فرانسه وارد سازد. ویلهلم اول به عنوان آخرین توهین به فرانسوی‌ها در کاخ ورسای در قلب فرانسه به عنوان امپراتور آلمان سوگند خورد. امپراتوری آلمان تا پایان جنگ جهانی اول یعنی زمانی که فرانسه توانست در پیمان ورسای تلافی بکند در اوج خود بود.

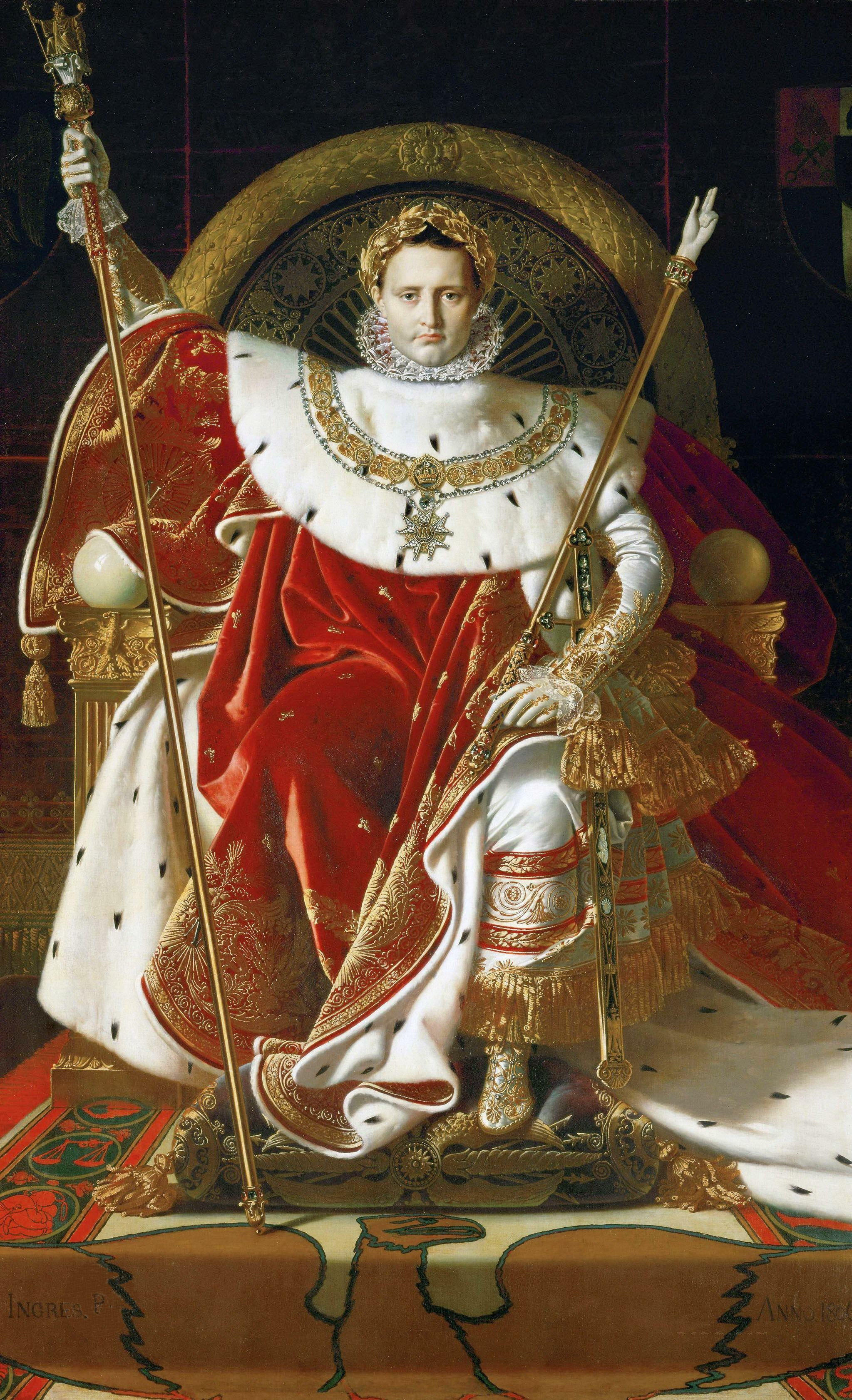
ناپلئون بناپارت

در سال ۱۸۷۸ پیمان سن استفانو به کشورهای رومانی، صربستان و مونتنگرو استقلال داد. بلغارستان نیز پادشاهی خودمختار به دست آورد. تمامی این رویدادها با شکست امپراتوری عثمانی توسط روسیه در جنگ روسیه و عثمانی (۷۸–۱۸۷۷) ممکن شد. کنگره برلین که در همان سال برگزار گردید باعث قدرت‌گیری مجدد مسلمانان در منطقه و کم شدن ارزش پیروزی روسیه شد.

## قارهٔ آمریکا

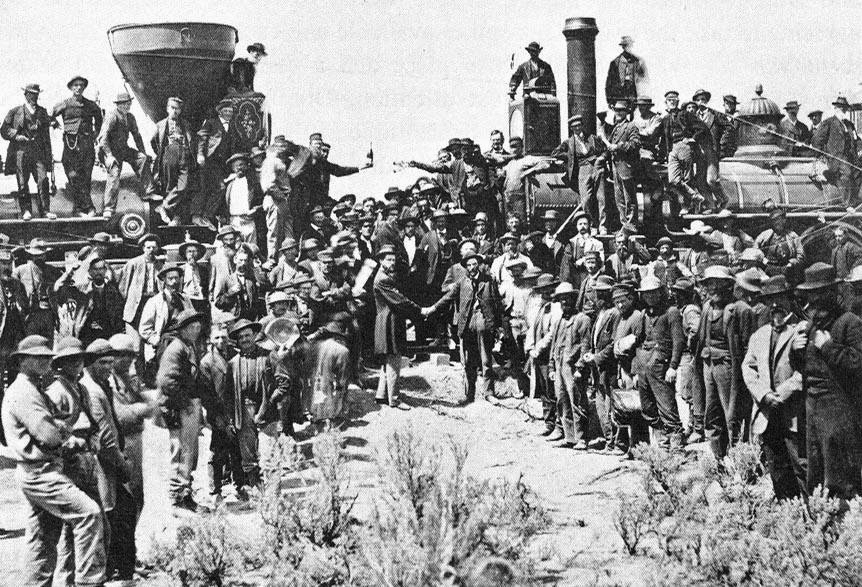
مراسم کوبیدن میخ طلایی در منطقهٔ نوک دماغه در ایالت اوتاها در سال ۱۸۶۹. اولین ارتباط ریلی در ایالات متحده

ایالات متحده گسترش خود به سوی شمال قارهٔ آمریکا را با خرید ایالت لوییزیانا در سال ۱۸۰۳ آغاز کرد. این گسترش به عنوان هدف نهایی کشور تلقی شد. این کار با انقیاد و پراکنده‌سازی آمریکایی‌های بومی همراه بود. گسترش ایالات متحده با ساخت راه‌آهن‌هایی در سراسر قاره و جذب مهاجران جدید افزایش یافت. در تاریخ ۲۴ ژانویه ۱۸۴۸ در کالیفرنیا طلا کشف شد. با این کشف، در طول سده افراد زیادی برای یافتن طلا و نقره به آنجا سرازیر شدند. میلیون‌ها نفر از مردم به معادن و شهرهای مناطق غربی آمریکا هجوم آوردند و این امر باعث توسعهٔ مناطق غربی در آن زمان شد. چینی‌های زیادی به کالیفرنیا آمدند و جذب فرهنگ جدید شدند. کالیفرنیا در تاریخ ۹ سپتامبر ۱۸۵۰ به عنوان ایالت جدید پذیرفته شد. این گسترش به تدریج کشور را مجبور به مقابله با مسئلهٔ برده‌داری قانونی در ایالت‌های غربی کرد زیرا این مشکل باعث به هم خوردن تعادل بین «ایالت‌های آزاد» و «ایالت‌های برده‌دار» می‌شد.

آبراهام لینکلن، رئیس‌جمهور ایالات متحده، یکی از بزرگ‌ترین رهبران آمریکایی تاریخ

جنگ داخلی ایالات متحده از سال ۱۸۶۱ تا ۱۸۶۵ طول کشید. در طول جنگ آبراهام لینکلن رئیس‌جمهور بود. امروزه او را به عنوان یکی از بزرگ‌ترین رهبران جهان غرب تلقی می‌کنند. در همین زمان، آمدن نیروی بخار در کنار انقلاب صنعتی رو به رشد، گسترش شدیدی در کارخانجات صنعتی ایجاد کرد. در سال ۱۸۷۸ توماس ادیسون لامپ برق جدید خود را به نمایش گذاشت و در طول یک دهه سیستم توزیع برق بزرگی را در تمام کشور راه‌اندازی کرد. تأثیر اقتصادی به تدریج به خارج از ایالات متحده و به سمت اقیانوس آرام و آمریکای لاتین گسترش پیدا کرد.
در تاریخ ۲ اکتبر ۱۸۳۵ انقلاب تکزاس با اعلام استقلال استان تجاس مکزیک از دولت مکزیک به وقوع پیوست. سانتا آنا استقلال را با انتصاب خود به سمت دیکتاتور جمهوری مکزیک اعلام کرد. پس از نبرد آلامو، ژنرال سام هاستون توانست در نبرد سان جاسینتو شکست بزرگی به مکزیکی‌ها وارد سازد و سانتا آنا را شخصاً دستگیر کند. جمهوری تکزاس همچنان در خطر فروپاشی و اشغال توسط مکزیکی‌ها بود تا اینکه در سال ۱۸۴۵ به ایالات متحده ضمیمه شد.
درست پس از آغاز سده، مستعمره‌های اسپانیا و پرتغال به تبع ایالات متحده شروع به انقلاب و اعلام استقلال کردند. این انقلاب‌ها موفق بودند و حاصل آن‌ها تشکیل کشورهای مستقلی همچون مکزیک (۱۸۲۱) در آمریکای شمالی و شیلی در آمریکای جنوبی (۱۸۱۸) بود. در تاریخ ۷ سپتامبر ۱۸۲۲ امپراتوری برزیل نیز استقلال خود از پرتغال را اعلام کرد. اما این کشورهای لاتین در طول سدهٔ نوزدهم بر خلاف ایالات متحد آمریکا دارای دولت‌های باثباتی نبودند. این مسئله موجب دخالت قدرت‌های اروپایی به ویژه بریتانیای کبیر در امور داخلی این کشورها شد. در پایان سدهٔ نوزدهم ایالات متحده نیز وارد این میدان شد. چهار مستعمرهٔ پیشین اروپایی با نام‌های پاراگوئه، برزیل، آرژانتین و اروگوئه از سال ۱۸۶۴ تا ۱۸۷۰ وارد خونین‌ترین جنگ تاریخ آمریکای لاتین به نام جنگ ائتلاف سه‌گانه شدند.
آن بخش از قارهٔ آمریکا که هنوز در دست بریتانیای کبیر بود به آرامی ولی با اطمینان توسعه پیدا کرد. این توسعه باعث به وجود آمدن حکومتی در کانادا در سال ۱۸۶۷ شد.

## مناطق دیگر جهان

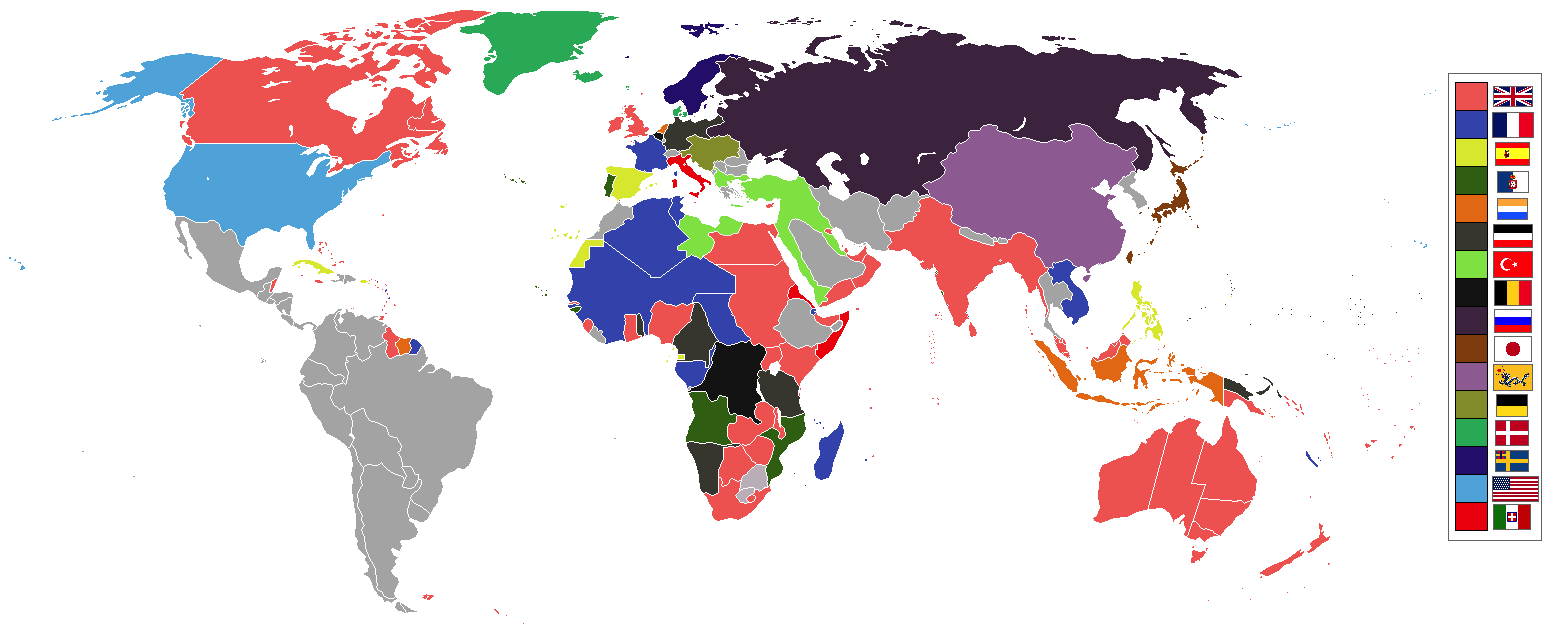
سال ۱۸۹۸ امپراتوری قلمرو مستعمرات

در دیگر مناطق جهان کمتر جایی وجود داشت که به شکلی اعم از استعمار، امپریالیسم یا جنگ تحت تأثیر غرب قرار نگرفته باشد. قدرت‌های اروپایی در آن مناطقی که قدرت سلسلهٔ چینگ در چین ضعیف شده بود نفوذ کردند. چند جنگ بین دول اروپایی و چین درگرفت که از این میان جنگ اول و دوم تریاک و جنگ چین و فرانسه (سینو-فرنچ) را می‌توان نام برد. ژاپن که با زور دروازه‌های خود را به سوی تجارت با غرب باز کرده بود وارد دوران صنعتی‌سازی شد.
امپراتوری روسیه گسترش خود به سوی آسیای مرکزی را آغاز کرد. در این میان روسیه مجبور به مقابله با بریتانیا بود زیرا بریتانیایی‌ها از حملهٔ روس‌ها به هندوستان بیم داشتند. این کش و قوس‌ها به بازی بزرگ معروف شد.
نواحی تحت کنترل امپراتوری عثمانی شروع به کاهش پیدا کرد و کشورهایی همچون یونان و مصر از کنترل آن خارج شدند. بریتانیا و فرانسه در جنگ کریمه با روسیه جنگیدند. دلیل آن تا حدودی به خاطر این بود که آن‌ها نسبت به توان مقابلهٔ عثمانی با روسیه تردید داشتند.
آفریقا که در ابتدای سدهٔ نوزدهم تقریباً به‌طور کامل از استعمار اروپاییان جان سالم به در برده بود، در پایان این سده به‌طور کامل تحت تسلط آن‌ها درآمد. هجوم به سمت آفریقا در دهه‌های ۱۸۸۰ تا ۱۸۹۰ آغاز شد.

## رویدادها

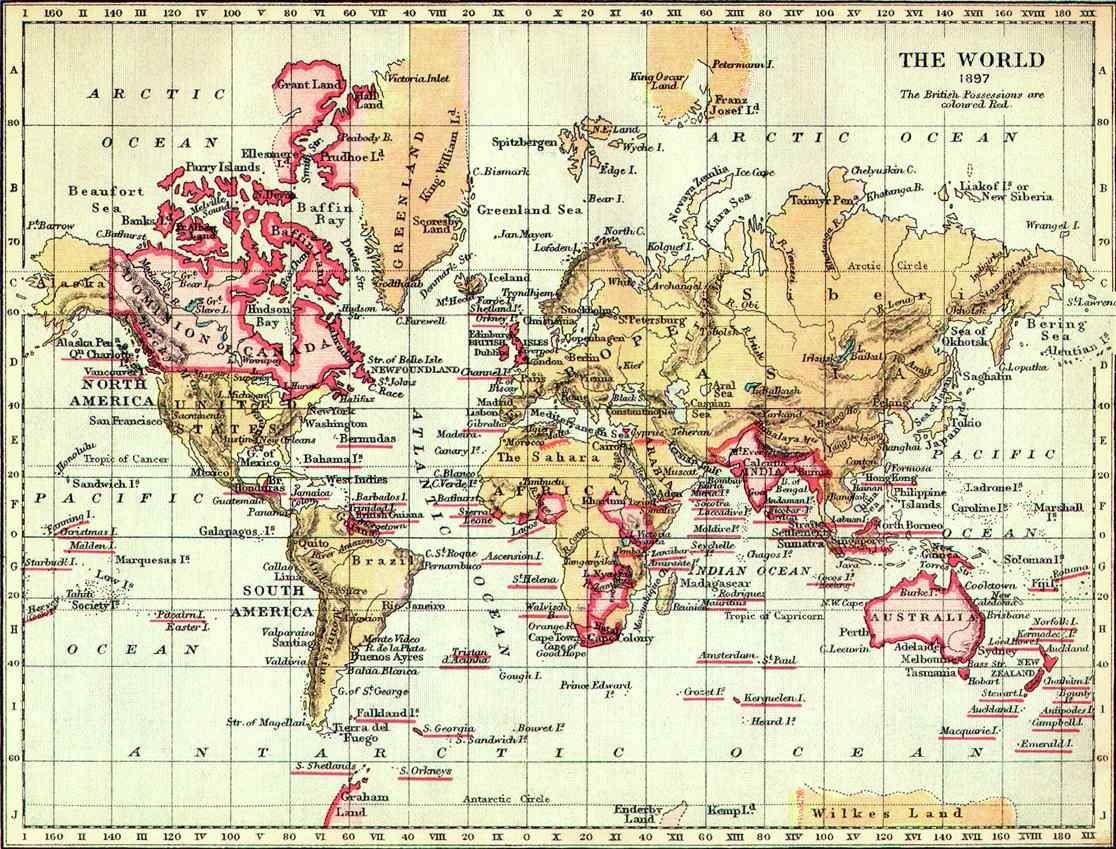
نقشهٔ جهان در سال ۱۸۹۷. امپراتوری بریتانیا (رنگ صورتی) ابرقدرت سدهٔ ۱۹ بود.

### دههٔ ۱۸۰۰

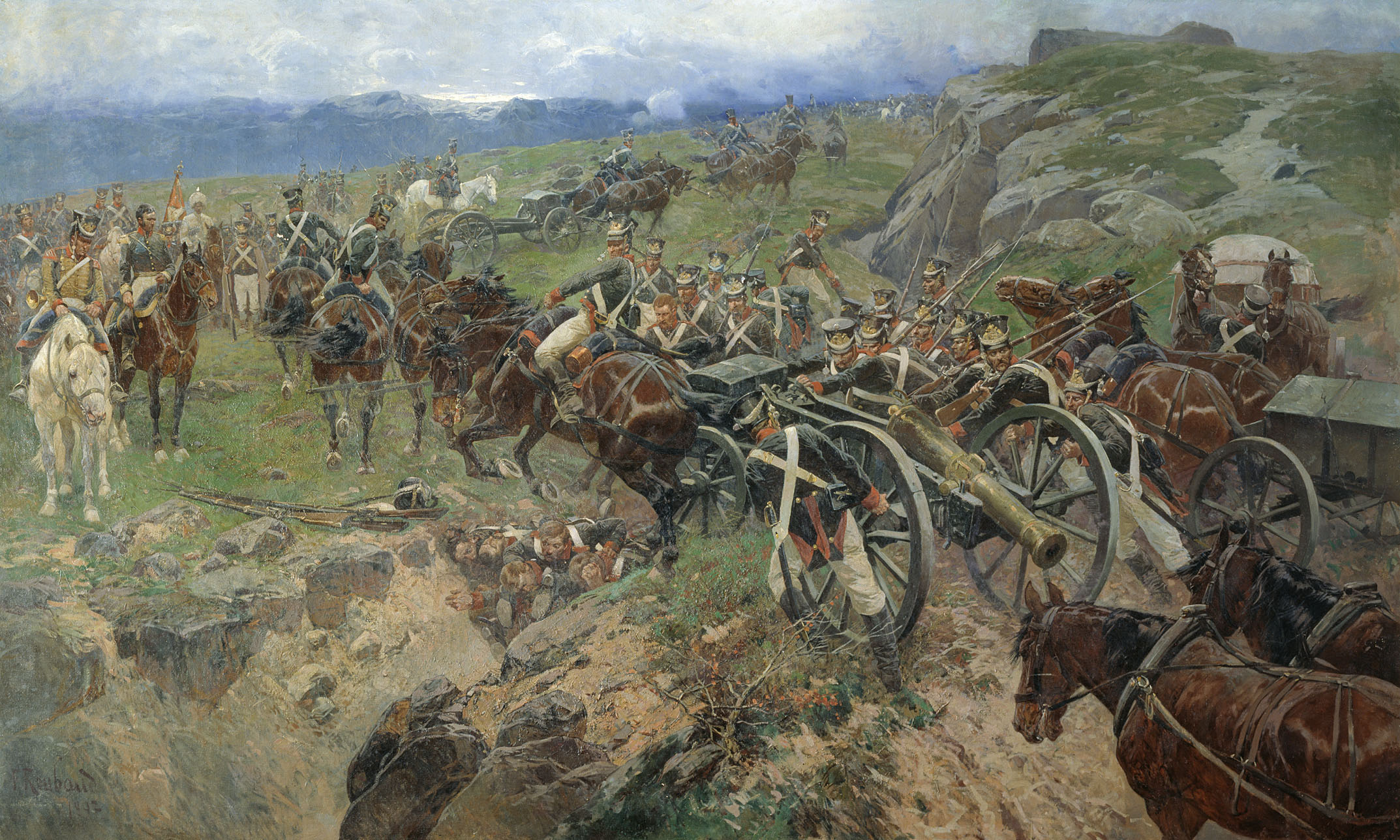
صحنه‌ای از جنگ روس و ایران (۱۸۰۴–۱۸۱۳ م)

- ۱۸۰۱: پادشاهی بریتانیای کبیر و پادشاهی ایرلند به هم پیوستند تا پادشاهی متحد را به وجود آورند.
- ۱۸۰۱: عهدنامه ۱۸۰۱ ایران و انگلیس. این قرارداد یک مقدمه و پنج ماده داشت که موضوع اصلی آن، صلح و دوستی بین دو کشور و حفظ امنیت هندوستان بود.
- ۰۵–۱۸۰۱: جنگ اول بربری بین ایالات متحده و ایالات بربر شمال آفریقا
- ۱۸۰۳: خرید لوئیزیانا توسط ایالات متحده آمریکا از جمهوری اول فرانسه. این خرید اولین حرکت ایالات متحده در گسترش به سوی غرب و اقیانوس آرام بود. این کار طبق هدف نهایی روشن آمریکا که شامل ضمیمه‌سازی و غلبه بر خاک سرزمین‌های مکزیک، بریتانیا و آمریکایی‌های بومی بود انجام شد.
- ۱۸۰۴: ایجاد جمهوری هائیتی
- ۱۸۰۴: ناپلئون بناپارت امپراتور فرانسه می‌شود.
- ۱۸۰۴: امپراتوری اتریش توسط فرانتس دوم ایجاد شد.
- ۱۳–۱۸۰۴: دوره اول جنگ‌های ایران و روسیه
- ۴۸–۱۸۰۵: آغاز مدرنیزه‌سازی مصر توسط محمدعلی پاشا
- ۱۸۰۵: در نبرد استرلیتز ارتش فرانسه به فرماندهی ناپلئون بناپارت موفق شد ارتش مشترک امپراتوری روسیه و امپراتوری روم مقدس را به فرماندهی امپراتوران الکساندر اول و فرانتس دوم را پس از نه ساعت جنگ سخت درهم بشکند .
- ۱۸۰۶: امپراتوری مقدس روم پس از شکست در جنگ‌های ناپلئونی ، از بین رفت و کنفدراسیون راین تأسیس شد.
- ۱۸۰۷: عهدنامه فینکنشتاین میان دولت‌های وقت ایران و فرانسه امضا شد. این قرارداد در ۱۶ ماده و با هدف مدرن‌سازی ارتش قاجار بین طرفین به امضا رسیده‌است.
- ۱۸۰۷: پیمان تیلسیت میان دولت‌های وقت روسیه و فرانسه امضا شد. فرانسه با امضای این پیمان‌ها، ایران و عثمانی را که پیش از آن به موجب پیمان‌نامه‌هایی با فرانسه (از جمله فین کن‌اشتاین) به یاری فرانسه امیدوار بودند در برابر تجاوزات روسیه تنها گذاشت و پایه‌گذار از دست دادن مناطقی از ایران در قفقاز همچون کشورهای کنونی جمهوری آذربایجان، گرجستان و ارمنستان شد.
- ۰۹–۱۸۰۸: روسیه در جنگ فنلاند، این کشور را از سوئد گرفت.
- ۱۸۰۹: عهدنامه مجمل میان بریتانیا و ایران بسته شد. این قرارداد که به «عهدنامهٔ جونز» هم نامیده شده‌است، هشت فصل دارد و ناظر بر مخالفت ایران با فرانسه و ارائهٔ آموزش‌های نظامی توسط افسران انگلیسی به قشون ایران بود.
- ۱۸۰۹: ناپلئون شوالیه‌های تتونیک را از آخرین زمین‌هایشان در باد مرگنت‌هایم پاک‌سازی کرد.

### دههٔ ۱۸۱۰
- ۱۸۱۰: دانشگاه برلین به عنوان نخستین دانشگاه تحقیقاتی جهان تأسیس شد.
- دههٔ ۱۸۲۰-۱۸۱۰: پس از جنگ‌های استقلال‌طلبانهٔ مکزیک و آمریکای جنوبی بسیاری از مستعمرات آمریکای لاتین خود را از چنگ امپراتوری‌های اسپانیا و پرتغال آزاد ساختند.
- ۱۸۱۲: عهدنامه مفصل میان بریتانیا و ایران بسته شد.عهدنامهٔ مفصل در واقع مکمل عهدنامهٔ مجمل بود و در دوازده فصل تنظیم شد که بیشتر بر مفاد عهدنامهٔ پیشین تأکید می‌کرد.
- ۱۵–۱۸۱۲: جنگ ۱۸۱۲ بین ایالات متحده و بریتانیای کبیر. در جریان این جنگ واشینگتن، دی.سی. به اشغال نیروهای بریتانیا درآمد و قسمت‌هایی از این شهر و از جمله کاخ سفید به آتش کشیده شد
- ۱۸۱۲: تهاجم فرانسه به روسیه
- ۱۸۱۳: عهدنامه گلستان در پی جنگ‌های ایران و روسیه در دوره قاجار بین این دو کشور در روستای گلستان امضا شد.
- ۱۹۰۷–۱۸۱۳: کشمکش بین بریتانیا و امپراتوری روسیه بر سر کنترل آسیای مرکزی که این رقابت‌های میان این دو ابرقدرت زمان به عنوان بازی بزرگ شناخته می شود.
- ۱۸۱۵: جنگ دوم بربری بین ایالات متحده و ایالات بربر شمال آفریقا. پس از پایان جنگ، ایالات متحده و کشورهای اروپایی خراج به کشورهای دزد دریایی را متوقف کردند.
- ۱۸۱۵: کنگره وین نقشهٔ اروپا را بار دیگر رسم کرد.
- ۱۸۱۵: پس از کنگره وین اتحادیه‌ای میان ایالت‌های آلمانی‌زبان اروپای مرکزی پدید آمد به نام کنفدراسیون آلمان.
- ۱۸۱۵: شکست ناپلئون در نبرد واترلو، سرنوشت جنگ‌های ناپلئونی را مشخص کرد.
- ۱۸۱۶: فوران آتشفشانی کوه تامبورا موجب پدید آمدن سال بی تابستان شد.
- ۲۸–۱۸۱۶: شاکا در پادشاهی زولو به سلطنت رسید و آن را تبدیل به بزرگ‌ترین پادشاهی آفریقای جنوبی کرد.
- ۱۸۱۹: شهر سنگاپور توسط کمپانی هند شرقی ساخته شد.

### دههٔ ۱۸۲۰
- ۱۸۲۰: لیبریا توسط انجمن استعمار آمریکا برای برده‌های آزادشدهٔ آمریکایی ایجاد شد. رابرت فینلی انجمن استعمار آمریکا را تأسیس کرد.
- ۲۷–۱۸۲۱: یونان به عنوان نخستین کشور پس از جنگ استقلال از امپراتوری عثمانی جدا شد.
- ۲۳–۱۸۲۱: جنگ ایران و عثمانی . این نبرد که به نبرد ارزروم نیز مشهور است، به پیروزی ایرانیان منجر شد ولی بعد سپاه ایران به وبا دچار شده و فتحعلی شاه قاجار مجبور به صلح گشت و عهدنامه‌های ارزروم منعقد شد.
- ۲۸–۱۸۲۶: دوره دوم جنگ‌های ایران و روسیه.
- ۱۸۲۸: عهدنامه ترکمانچای در پی جنگ‌های ایران و روسیه در دوره قاجار بین این دو کشور در روستای ترکمانچای از توابع شهرستان میانه امضا شد.
- ۱۸۲۹: حمله به سفارت روسیه در تهران توسط عده‌ای از اهالی تهران صورت گرفت.در پی این حمله الکساندر گریبایدوف کشته شد.

### دههٔ ۱۸۳۰
- ۱۸۳۰: انقلاب ۱۸۳۰ فرانسه که نتیجه آن استعفا شارل دهم و رسیدن لوئی فیلیپ به پادشاهی فرانسه و تأسیس پادشاهی مشروطه و سلطنت ژوئیه فرانسه
- ۱۸۳۰: فرانسه به الجزایر یورش برده و آن را اشغال کرد.
- ۱۸۳۰: انقلاب بلژیک در پادشاهی متحد هلند موجب تشکیل کشور بلژیک شد.
- ۱۸۳۰: کلمبیای بزرگ از بین رفت و کشورهای کلمبیا، اکوادور، ونزوئلا و پاناما مستقل شدند.
- ۱۸۳۳: قانون منع برده‌داری هرگونه برده‌داری در سراسر امپراتوری بریتانیا را ممنوع کرد.
- ۷۶–۱۸۳۳: جنگ های کارلیست در اسپانیا .جنگ بر سر جانشینی فردیناند هفتم اسپانیا بود .
- ۱۸۳۴: تفتیش عقاید در اسپانیا به‌طور رسمی پایان یافت.
- ۳۶–۱۸۳۵: جنگ استقلال تگزاس در مکزیک باعث شد تا جمهوری تگزاس برای مدت زمان کمی به وجود آید.
- ۱۹۰۱–۱۸۳۷: دوران سلطنت ملکه ویکتوریا که به عصر ویکتوریا مشهور است.
- ۳۸–۱۸۳۷: محمدشاه قاجار برای سرکوب کامران میرزا درانی و ضمیمه مجدد هرات به خاک ایران تصمیم به لشکرکشی به هرات گرفت.
- ۴۰–۱۸۳۸: جنگ داخلی در جمهوری فدرال آمریکای مرکزی منجر به ایجاد کشورهای گواتمالا، السالوادور، هندوراس، نیکاراگوئه و کاستاریکا شد.
- ۶۰–۱۸۳۹: پس از دو جنگ تریاک در چین، بریتانیا، فرانسه، ایالات متحده و روسیه امتیازات زیادی از چین گرفتند و سلسلهٔ چینگ رو به زوال رفت.
- ۴۲–۱۸۳۹: جنگ اول افغان و انگلیس

### دههٔ ۱۸۴۰
- ۱۸۴۰: نیوزیلند به وجود آمد.
- ۱۸۴۴: شخصی به نام باب در ایران ادعای پیامبری کرد.
- ۴۹–۱۸۴۵: قحطی سیب‌زمینی ایرلندی
- ۴۸–۱۸۴۶: جنگ آمریکا و مکزیک که باعث واگذاری مکزیک شد و بسیاری از سرزمین‌های جنوب غربی امروزی از مکزیک به ایالات متحده واگذار شد.
- ۴۷–۱۸۴۶: مهاجرت مورمون‌ها به اوتاها
- ۱۸۴۸: انتشار اعلامیه کمونیسم
- ۱۸۴۸: انقلاب‌های ۱۸۴۸ اروپا
- ۴۹–۱۸۴۸: نخستین جنگ استقلال ایتالیا که میان پادشاهی ساردنی و امپراتوری اتریش درگرفت
- ۵۸–۱۸۴۸: تب طلا در کالیفرنیا

### دههٔ ۱۸۵۰

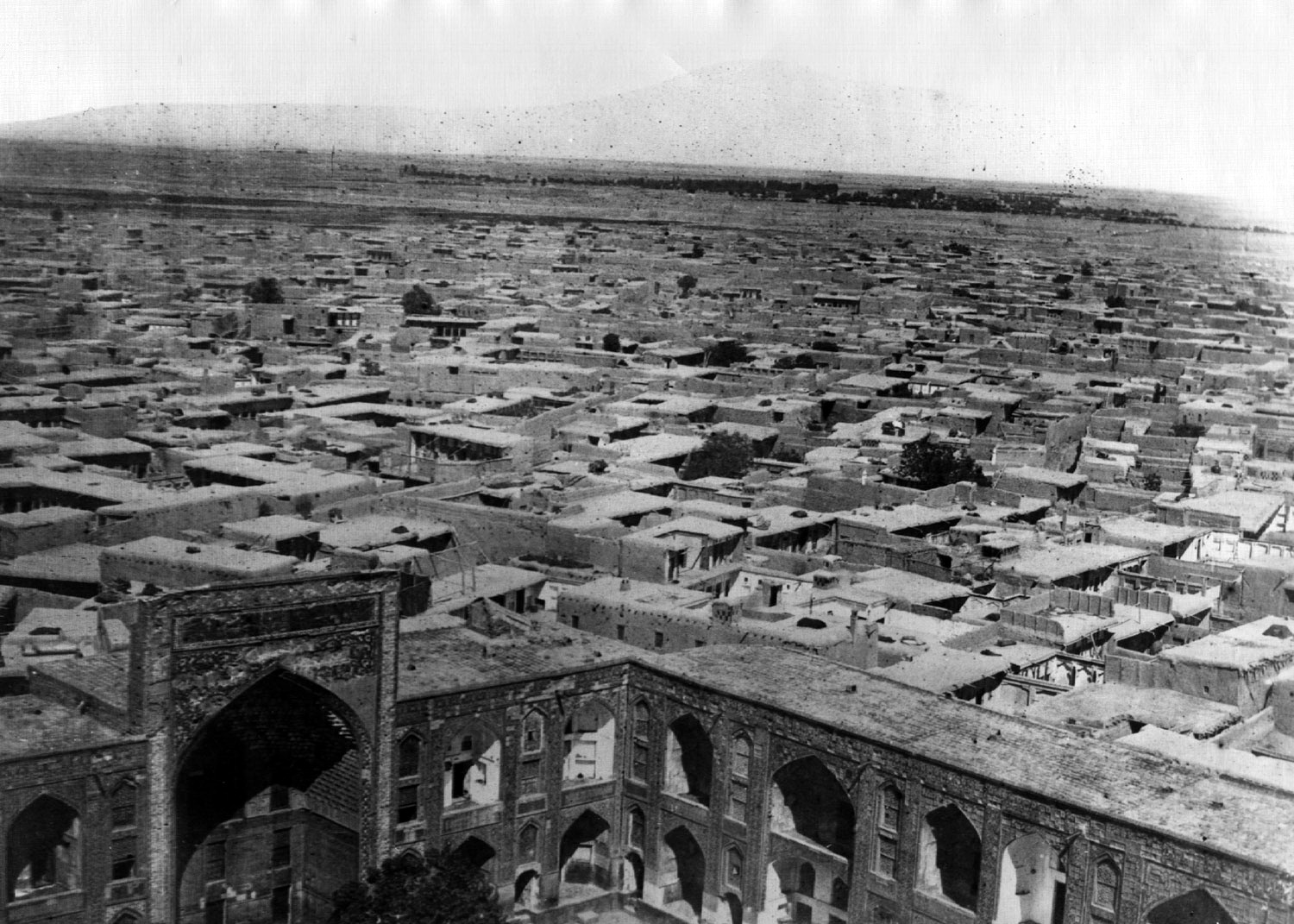
نمایی از خانه‌ها و مدرسه‌ای در مشهد، سال ۱۸۵۸

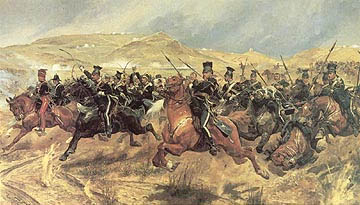
یورش تیپ سبک در جنگ کریمه

- ۱۸۵۰: عصر یخبندان کوچک حدوداً در این سال پایان یافت.
- دههٔ ۱۸۶۰-۱۸۵۱: تب طلای ویکتوریایی در استرالیا
- ۱۸۵۱: دارالفنون به ابتکار امیرکبیر در زمان ناصرالدین‌شاه قاجار برای آموزش علوم و فنون جدید در تهران تأسیس شد و آن را نخستین دانشگاه مدرن ایران می‌دانند.
- ۱۸۵۱: نخستین روزنامه وقایع اتفاقیه به دستور امیرکبیر در تهران در دوران ناصرالدین‌شاه به چاپ رسید.
- ۶۴–۱۸۵۱: شورش تایپینگ در چین
- ۱۸۵۲: امیر کبیر به دستور ناصرالدین‌شاه در حمام فین کاشان به قتل رسید.
- ۱۸۵۳:دریادار متیو پری با چهار کشتی جنگی و نامهٔ رییس‌جمهور آمریکا که حاوی دستورهایی برای امضای یک معادله تجاری بود،  وارد  ژاپن شد و نظام سیاسی شوگون‌ها را دچار آشفتگی کرد.
- ۱۸۵۴: قرارداد کاناگاوا سیاست ساکوکوی ژاپن را متوقف کرد و دوره باکوماتسو در ژاپن آغاز می شود.
- ۱۸۵۴ : ایجاد خط تلگراف در ایران
- ۵۶–۱۸۵۴: جنگ کریمه میان امپراتوری روسیه از یک سو و بریتانیای کبیر، امپراتوری دوم فرانسه، امپراتوری عثمانی و پادشاهی ساردنی از سوی دیگر در شبه جزیره کریمه رخ داد.
- ۱۸۵۵: فرایند بسمر امکان تولید بالای فولاد را فراهم کرد.
- ۱۸۵۶: ساخت نخستین پالایشگاه نفت در رومانی
- ۵۷–۱۸۵۶: نبردهای ایران و انگلستان که در نتیجه آن با بسته شدن معاهده پاریس افغانستان از ایران جدا شد.
- ۵۸–۱۸۵۷: شورش هندیان در سال ۱۸۵۷ منجر به تشکیل راج بریتانیا شد.
- ۱۸۵۹: انتشار کتاب خاستگاه گونه‌ها که مهم‌ترین اثر چارلز داروین، دانشمند و زیست‌شناس اهل بریتانیا است .
- ۱۸۵۹: جنگ فرانسه و اتریش در سال ۱۸۵۹ بین امپراتوری دوم فرانسه و پادشاهی ساردنی در مقابل امپراتوری اتریش اتفاق افتاد و نقشی کلیدی در فرایند اتحاد ایتالیا ایفا کرد.

### دههٔ ۱۸۶۰

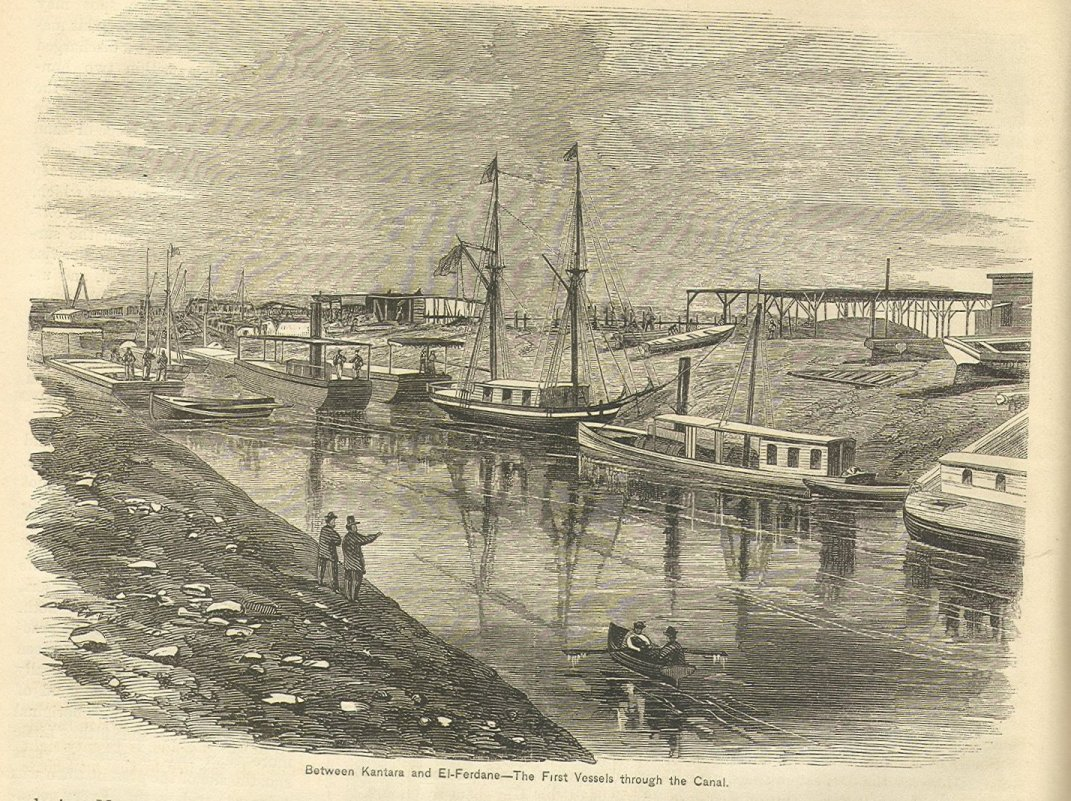
عبور اولین کشتی‌ها از کانال سوئز

- ۶۵–۱۸۶۱: جنگ داخلی آمریکا بین اتحادیه و جدایی‌طلبان متحد
- ۱۸۶۱: روسیه برده‌داری را لغو کرد.
- ۱۸۶۳: ایجاد صلیب سرخ جهانی پس از ایجاد کنوانسیون اول ژنو در سال ۱۸۶۴
- ۶۷–۱۸۶۴: مداخله فرانسه در مکزیک
- ۷۰–۱۸۶۴: جنگ ائتلاف سه‌گانه به توسعه‌طلبی‌های پاراگوئه پایان داد و بخش زیادی از جمعیت این کشور را نابود ساخت.
- ۱۸۶۴: جنگ دوم شلسویگ که در این رویداد پادشاهی پروس و امپراتوری اتریش با دانمارک وارد جنگ شدند.
- ۷۷–۱۸۶۵: نوسازی در ایالات متحده
- ۱۸۶۶: کشیدن کابل تلگرافی به آن سوی اقیانوس اطلس با موفقیت انجام شد.
- ۱۸۶۶: جنگ اتریش و پروس موجب تجزیه کنفدراسیون آلمان و تشکیل کنفدراسیون آلمان شمالی و پادشاهی دو طرفه اتریش-مجارستان شد.
- ۶۹–۱۸۶۶: پس از استقرار مجدد میجی در ژاپن، این کشور برنامه مدرنیزه‌سازی سریع خود را آغاز کرد.
- ۱۸۶۷: خرید آلاسکا توسط ایالات متحده از امپراتوری روسیه
- ۱۸۶۷: کنفدراسیون کانادا تشکیل شد.
- ۱۸۶۸: انقلاب باشکوه اسپانیا که نتیجه آن برکناری ایزابلای دوم اسپانیا بود.
- ۱۸۶۹: نخستین خط آهن سراسری در ایالات متحده کامل شد.
- ۱۸۶۹: کانال سوئز باز شد تا دریای مدیترانه را به دریای سرخ پیوند دهد.

### دهه ۱۸۷۰
- ۷۲–۱۸۷۰: قحطی بزرگ ایران در زمان حکومت ناصرالدین شاه قاجار که باعث تلفات جانی فراوانی در ایران گردید.
- ۷۱–۱۸۷۰: جنگ فرانسه و پروس موجب اتحاد آلمان و ایتالیا، نابودی دومین امپراتوری فرانسه، اضمحلال صلح بریتانیایی و ظهور امپریالیسم جدید شد.
- ۱۸۷۰: تصرف رم توسط پادشاهی ایتالیا که نتیجه آن فروپاشی کشورهای پاپی بود و رم و لاتزیو به پادشاهی ایتالیا ضمیمه شدند .
- ۱۹۱۴–۱۸۷۱: انقلاب صنعتی دوم
- دهه ۱۸۹۰-دهه ۱۸۷۰: کسادی طولانی در اروپای غربی و آمریکای شمالی
- ۱۸۷۲: پارک ملی یلواستون (سنگ زرد) ساخته شد.
- ۱۸۷۲: امتیازنامه رویتر میان جولیوس دو رویتر و دولت قاجار منعقد شد.
- ۱۸۷۳: ماکسول مقاله‌ای بر الکتریسیته و مغناطیس را منتشر کرد.
- ۱۸۷۳-۸۷: مجمع سه امپراتور اتحادی میان آلمان، روسیه و اتریش-مجارستان از سال ۱۸۷۳ تا ۱۸۸۷ بود.
- ۱۸۷۳: اولین سفر ناصرالدین شاه به اروپا. این سفر به توصیه صدراعظم، میرزا حسین‌خان سپهسالار ترتیب داده شده بود.
- ۱۸۷۴: یوسف مستشارالدوله رساله یک کلمه را منتشر می کند.
- ۱۸۷۴: کمپانی هند شرقی بریتانیا از بین رفت.
- ۱۹۱۴–۱۸۷۶: گسترش کلان جمعیت، سرزمین، صنعت و دارایی ایالات متحده که از آن به عنوان عصر طلایی آمریکا یاد می‌شود.
- ۱۸۷۷: اعتصاب بزرگ کارکنان راه‌آهن در ایالات متحده که احتمالاً اولین اعتصاب سراسری کارگری در دنیا بوده‌است.
- ۷۸–۱۸۷۷: وقوع جنگ دیگری بین روسیه و عثمانی موجب آزادی بالکانی‌ها از سلطهٔ امپراتوری عثمانی شد.
- ۱۸۷۸: پیمان برلین (۱۸۷۸) که این پیمان منجر به رسمیت استقلال مناطق رومانی، مونته‌نگرو و صربستان  گردید و همچنین بلغارستان به سه بخش تقسیم شد و نقشه روسیه برای به وجود آوردن بلغارستان بزرگ ناکام ماند و روسیه این ناکامی را تقصیر آلمان و حمایتش از امپراتوری اتریش-مجارستان می‌دانست از مجمع سه امپراتور کناره گرفت.
- ۱۸۷۸: دومین سفر ناصرالدین‌شاه قاجار به اروپا.
- ۱۸۷۸: ساخت اولین سویچر تجاری تلفن در نیوهیون کنتیکت.
- ۱۸۷۹: جنگ انگلیس و زولو (آنگلو-زولو) در آفریقای جنوبی.
- ۸۴–۱۸۷۹: جنگ اقیانوس آرام سده نوزدهم بین پرو، بولیوی و شیلی منجر به پیروزی شیلی شد و تا به امروز موجب شد بولیوی یک کشور محصور در خشکی باشد.

### دههٔ ۱۸۸۰
- ۱۹۰۲–۱۸۸۰: بریتانیای کبیر در دو جنگ بوئر بر مهاجرین هلندی در آفریقای جنوبی پیروز می‌شود.
- ۱۸۸۲: ساخت اولین نیروگاه و سیستم توزیع برق در منهتن
- ۱۸۸۲: اتحاد سه‌گانه  میان امپراتوری آلمان، پادشاهی ایتالیا و امپراتوری اتریش-مجارستان منعقد گردید و تا شروع جنگ جهانی اول برقرار بود.
- ۱۸۸۳ : فوران آتشفشان کراکاتوآ که منجر به شنیده شدن بلندترین صدای تاریخ شد.
- ۸۵–۱۸۸۴: کنفرانس برلین چراغ سبز حرکت اروپا به سمت آفریقا را نشان داد. همچنین کشورهای حاضر توافق کردند که به تجارت برده نپردازند.
- ۸۵–۱۸۸۴: جنگ چین و فرانسه منجر به تشکیل هندوچین فرانسه در سال ۱۸۸۷ میلادی شد.
- ۱۸۸۵ - (۱۲۶۳): اتحاد بلغارستان
- ۱۸۸۸ - (۱۲۶۶): منع برده‌داری در برزیل
- ۱۸۸۹ - انحلال امپراتوری برزیل
- ۱۸۸۹: سومین سفر ناصرالدین‌شاه قاجار به اروپا.

### دههٔ ۱۸۹۰
- ۱۸۹۰: کشتار زانوی زخمی آخرین پیکار از سلسله جنگ‌های بومیان آمریکا بود.
- ۱۸۹۲: اتحاد فرانسه و روسیه  میان جمهوری سوم فرانسه و امپراتوری روسیه منعقد شد.
- ۹۵–۱۸۹۴: پس از پایان یافتن اولین جنگ چین و ژاپن، چین تایوان را به ژاپن واگذار کرد و اجازهٔ تام برای دخالت در کره را به ژاپن داد.
- ۹۶–۱۸۹۵: حبشه ایتالیا را در اولین جنگ ایتالیا و حبشه (ایتالو-ابیسینین) شکست داد.
- ۱۸۹۶: بازی‌های المپیک در آتن احیا شد.
- ۱۸۹۶: تب طلای کلوندایک درکانادا
- ۹۸–۱۸۹۶: انقلاب فیلیپین
- ۱۸۹۸: پس از پایان یافتن جنگ اسپانیا و آمریکا، آمریکا کنترل کشورهای کوبا، پورتوریکو و فیلیپین را به دست آورد.
- ۱۹۰۰–۱۸۹۸: شورش مشتزن‌ها در چین توسط ائتلاف هشت کشور متوقف شد.
- ۱۹۱۳–۱۸۹۹: جنگ فیلیپین و آمریکا

## شخصیت‌های مهم
- گیلبرت و سولیوان، نمایشنامه‌نویس، آهنگ‌ساز
- ویلیام گیلبرت گریس، کریکت‌باز انگلیسی
- بارون هاسمن، نقشه‌کش شهری
- ساندور کورورسی کساما، کاشف فرهنگ تبت
- فیتز هاگ لادلا، نویسنده و کاشف
- فلورانس نایتینگل، پیشگام پرستاری
- ایگناز سملویس، طرفدار فعالیت‌های هیگنیک
- دکتر جان اسنو، بنیان‌گذار علم اپیدمیولوژی
- اف آر اسپوفورث، کریکت‌باز استرالیایی
- سیتینگ بول، رهبر لاکوتا
- رئیس جوزف، رهبر نز پرسه

### انسان‌شناسی

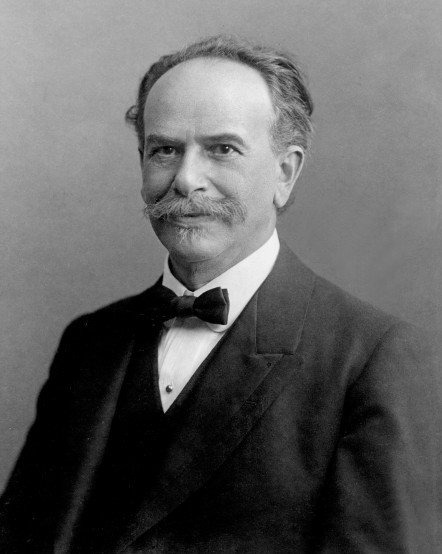
فرانتز بوآس، یکی از پیشاهنگان انسان‌شناسی جدید

- فرانتز بوآس
- ادوارد بورنت تیلور
- کارل ورنر
- برادران گریم
- نیکولا میکلوخو ماکالای
- یوهان جاکوب بوکوفن

### نقاشی

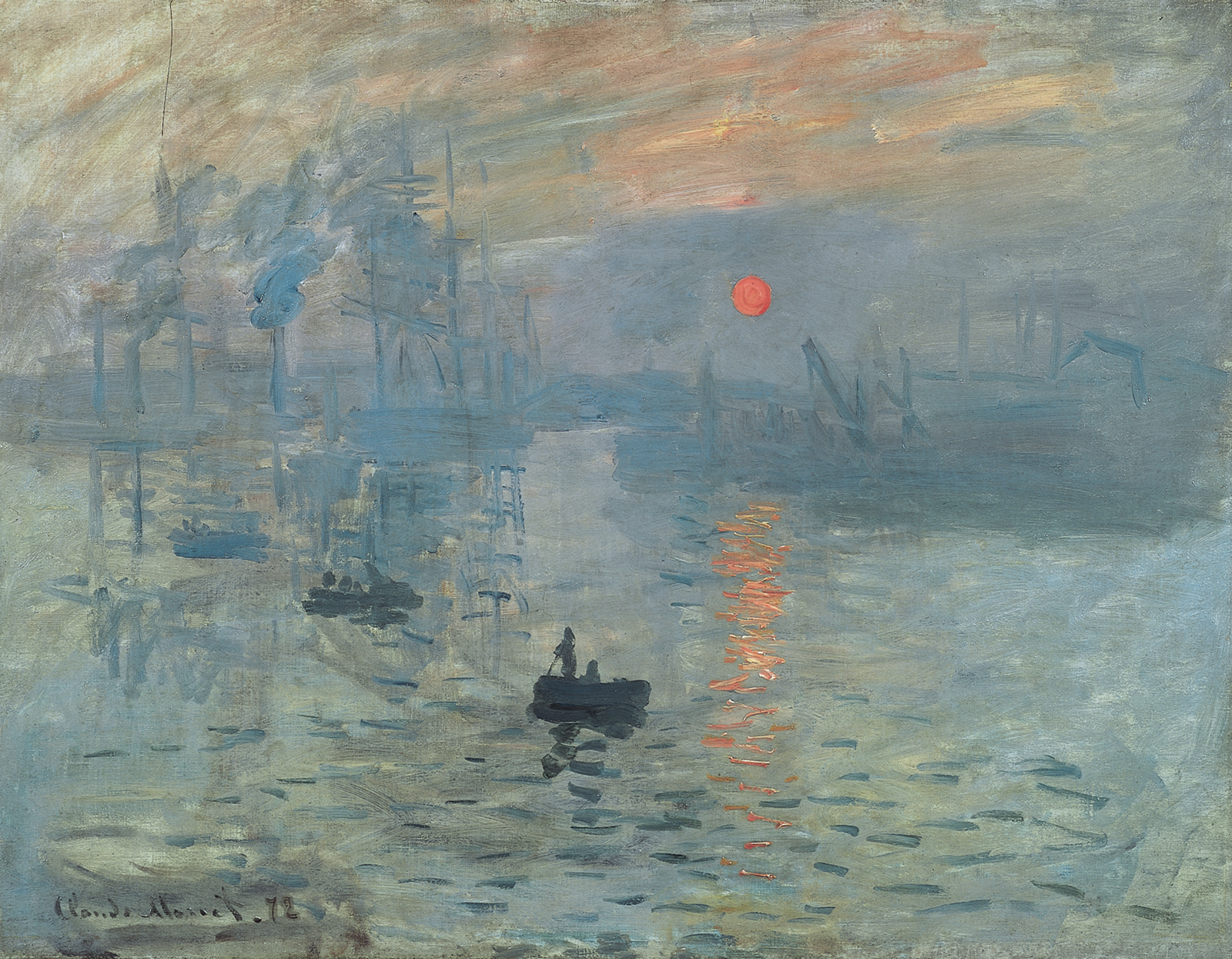
دریافتی از طلوع آفتاب اثر نقاش فرانسوی کلود مونه (۱۸۴۰–۱۹۲۶ میلادی) که نام امپرسیونیسم از آن گرفته شده‌است.

رئالیسم و رمانتیسمی که در ابتدای سدهٔ ۱۹ وجود داشت موجب به وجود آمدن امپرسیونیسم و پساامپرسیونیسم در سال‌های پایانی این سده شد. پاریس به عنوان پایتخت هنری جهان آن روزگار شناخته می‌شد. نقاشان مشهور این سده عبارت‌اند از:
- پل سزان
- یوگن دلاکروییکس
- کاسپار دیوید فردریش
- آنتونیو دو لا گاندارا
- تئودور گریکالت
- ونسان ون گوک
- ژان اگوست دومینیک انگر
- ادوار مانه
- هنری دو تولوز لاترک
- کامیل پیسارو

ویلیام آدلف بوگرو

### موسیقی

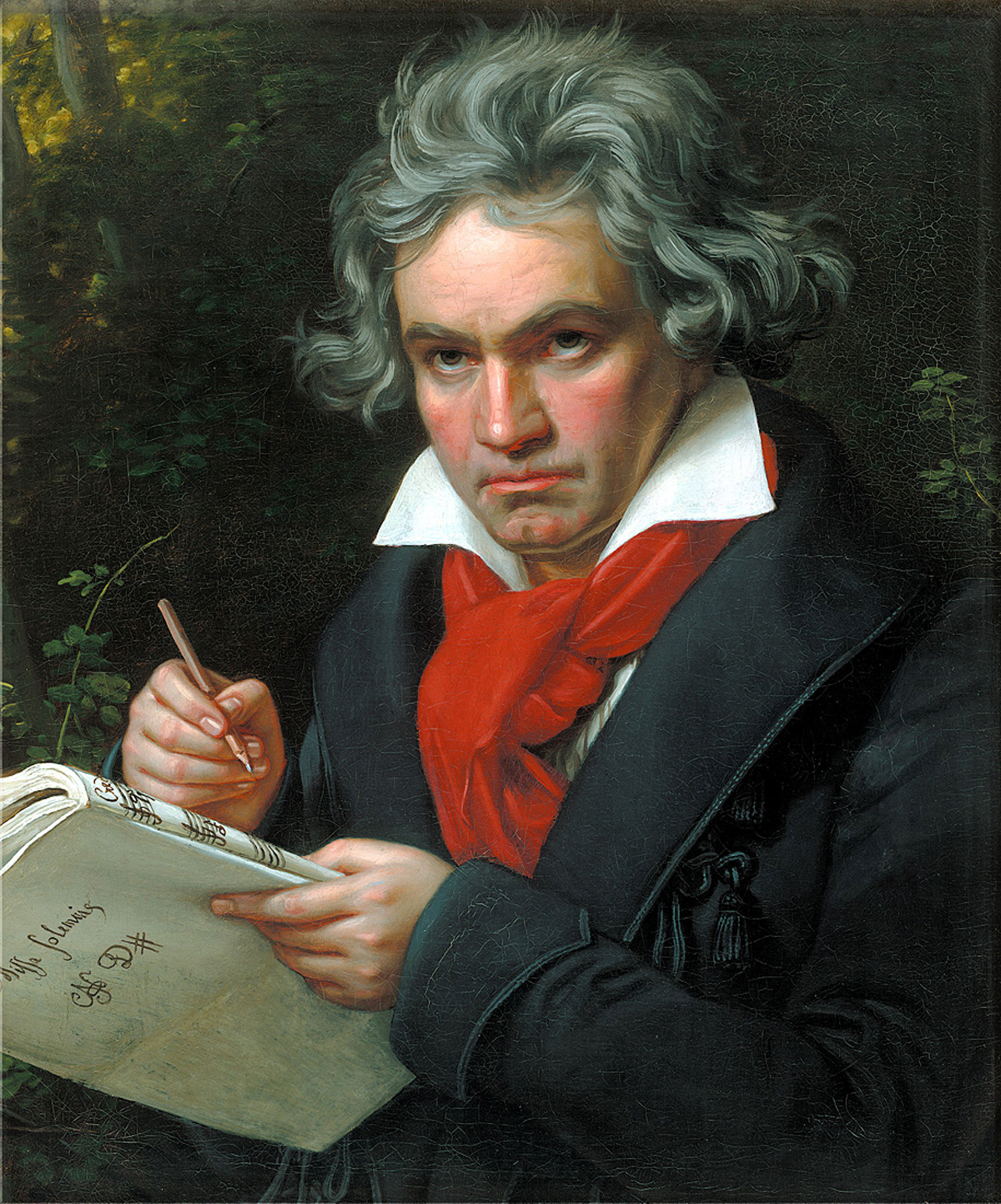
لودویگ فان بتهوون

فرم سوناتا در عصر کلاسیک به کمال رسید و به صورت فرم غالب ترکیبات سازها در سدهٔ نوزدهم درآمد. امروزه بیشتر موسیقی‌های سدهٔ نوزدهم را در قالب سبک رمانتیک قلمداد می‌کنند. بسیاری از بزرگ‌ترین موسیقی‌دانان جهان همچون لودویگ فان بتهوون، پیوتر ایلیچ چایکوفسکی، فردریک شوپن و ریشارد واگنر در این عصر زندگی می‌کردند. دیگران عبارت‌اند از:
- هکتور برلیوز
- یوهانس برامس
- آنتونین دورژاک
- فرانتز لیست
- فلیکس مندلسون
- مادست موسورگسکی
- فرانتز شوبرت
- جوزپه وردی
- روبرت شومان

### ادبیات

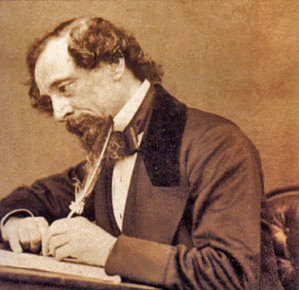
چارلز دیکنز

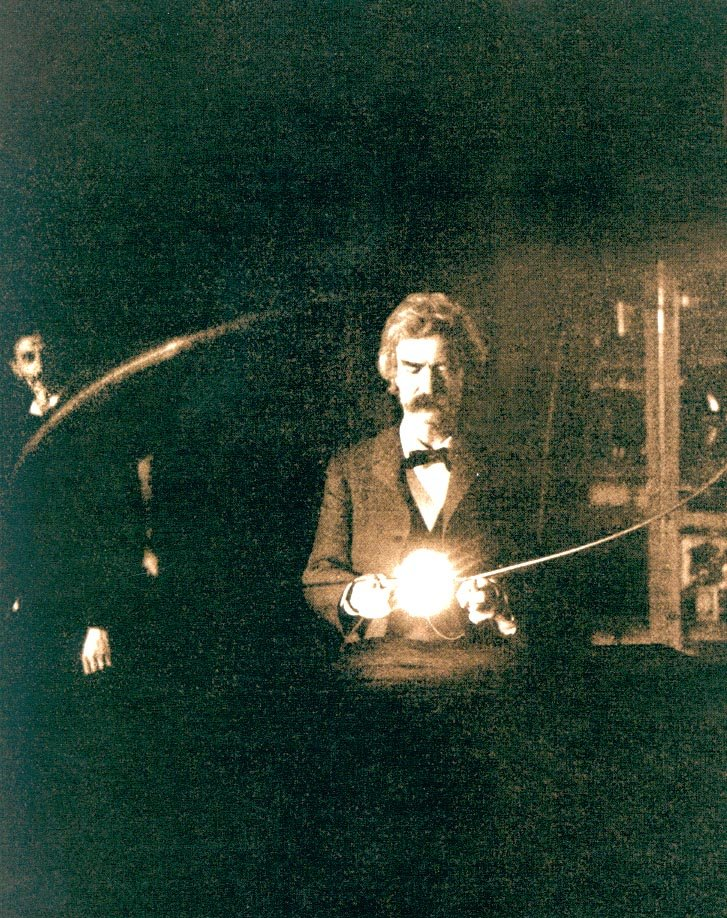
مارک توین در سال ۱۸۹۴

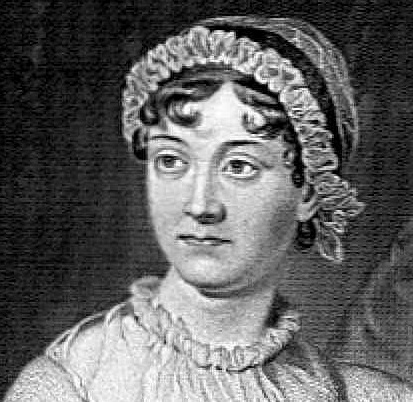
جین آستن

ادبیات سدهٔ نوزدهم با رمانتیسم آغاز شد. رمانتیسم که جنبشی علیه عقل‌گرایی حاکم بر سدهٔ ۱۸ بود توانست در سراسر اروپا پخش شود. این جنبش کمابیش همراه با انقلاب صنعتی به پیش می‌رفت و سعی داشت تا با تغییرات بنیادینی که این انقلاب به‌وسیلهٔ موتور بخار و راه‌آهن در طبیعت به وجود می‌آورد مقابله کند. ویلیام وردزورث و ساموئل تیلور کلریج بنیانگذاران این مکتب در انگلستان بودند. در اروپا نیز جنبش آلمانی Sturm und Drang با پخش شدن در سطح این قاره از ایتالیا گرفته تا اسپانیا را تحت تأثیر خود قرار داد.
گانکورت‌ها و امیل زولا در فرانسه و جیووانی ورگا در ایتالیا برخی از بهترین رمان‌های ناتورالیست را تولید کردند. رمان‌های ناتورالیست ایتالیا از آن جهت اهمیت دارند که توانستند نقشه‌ای اجتماعی از یک ایتالیای متحد که تا پیش از آن از گوناگونی نژادی و فرهنگی آن بی‌خبر بودند به مردم ارائه دهند. در ۲۱ فوریه ۱۸۴۸ کارل مارکس و فردریش انگلس اعلامیهٔ کمونیسم را منتشر کردند.
در سدهٔ نوزدهم میلادی نویسندگان زیادی با آثار فراوان به وجود آمدند. برخی از بزرگ‌ترین نویسندگان این سده عبارت‌اند از لئو تولستوی، آنتوان چخوف و فیودور داستایفسکی از روسیه؛ چارلز دیکنز، جان کیتز، اسکار وایلد و جین آستن از انگلستان؛ ادگار آلن پو و مارک توین از ایالات متحده و ویکتور هوگو، ژول ورن و شارل بودلر از فرانسه. دیگر نویسندگان مشهور این سده عبارت‌اند از:
- آرتور ریمباد
- استاندال
- استفان مالارم
- الکساندر پوشکین
- الکساندر دوما
- امیلی برونته
- امیلی دیکینسون
- ژرژ ساند
- رابرت لویی استیونسن
- رالف والدو امرسون
- ساموئل تیلور کلریج
- شارلوت برونته
- فرانسوا-رنه دو شاتوبریان
- فردریش هولدرلین
- کیث شوپن
- گوستاو فلابرت
- لرد بایرون
- مارگارت فولر
- مری شلی
- ناتانیل هاوثورن
- نیکلای گوگول
- والت وایتمن
- ویلیام وردزورث
- هاینریش هین
- هرمان ملویل
- هریت بیچر استو
- هنری جیمز
- هنریک ایبسن
- یوهان ولفگانگ فون گوته

### علم

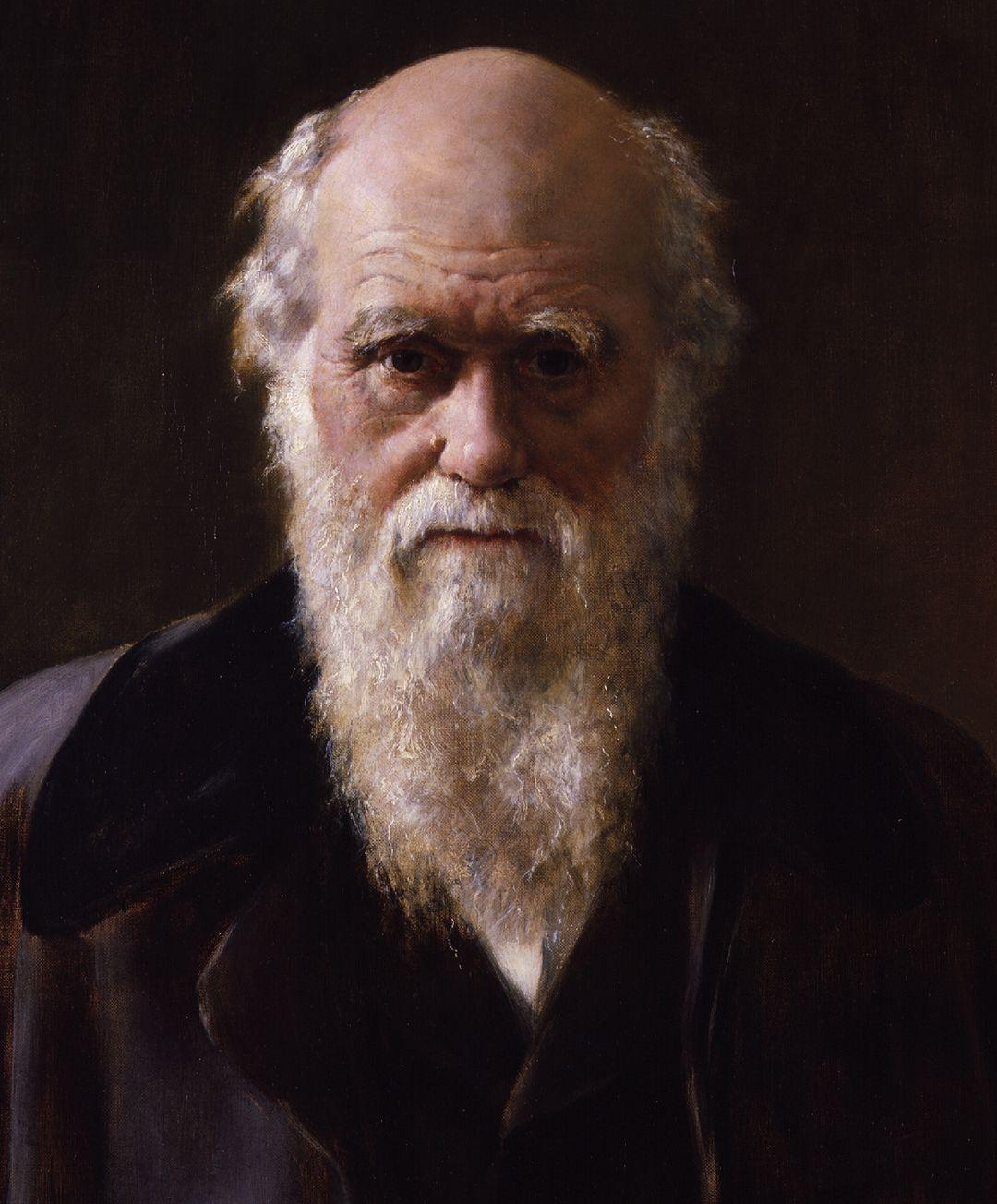
چارلز داروین

سدهٔ ۱۹ میلادی شاهد تولد علم به عنوان یک شغل بود؛ واژهٔ Scientist (ساینتیست یا دانشمند) اولین بار در سال ۱۸۳۳ توسط ویلیام وول ساخته شد. از میان تأثیرگذارترین نظریه‌های سدهٔ ۱۹ میلادی می‌توان به نطریهٔ چارلز داروین که در سال ۱۸۵۹ در کتاب اصل انواع منتشر شد اشاره کرد. این نظریه مبنی بر تکامل مبتنی بر انتخاب طبیعی بود. لویی پاستور توانست اولین واکسن هاری را بسازد. او همچنین توانست اکتشافات مختلفی در شیمی از جمله کریستال‌های نامتقارن را انجام دهد. توماس ادیسون توانست با اختراع لامپ به جهان نور ببخشد. کارل ویرستراس و تعدادی از ریاضی‌دانان توانستند آنالیز را مبتنی بر حساب کنند. برخی دیگر از دانشمندان مهم سدهٔ نوزدهم عبارت‌اند از:
- آمدئو آووگادرو، فیزیکدان
- یوهان جاکوب بالمر، ریاضی‌دان، فیزیکدان
- آنری بکرل، فیزیکدان
- الکساندر گراهام بل، مخترع
- رابرت بونسن، شیمی‌دان
- ماری کوری، فیزیکدان، شیمی‌دان
- پیر کوری، شیمی‌دان
- کریستین دپلر، فیزیکدان، ریاضی‌دان
- مایکل فارادی، دانشمند
- گاتلوب فرج، ریاضی‌دان، منطق‌دان و فیلسوف
- کارل فریدریش گاوس، ریاضی‌دان، فیزیکدان، ستاره‌شناس
- جوسیا ویلارد گیبس، فیزیکدان
- ارنست هکل، زیست‌شناس
- هاینریش هرتز، فیزیکدان
- الکساندر ون هامبولت، طبیعت‌شناس، کاشف
- ویلیام تامسون، لرد کلوین، فیزیکدان
- روبرت کخ، باکتری‌شناس
- جوستوس ون لیبرگ، شیمی‌دان
- جیمز کلرک ماکسول، فیزیکدان
- گرگور مندل، زیست‌شناس
- دیمیتری مندلیف، شیمی‌دان
- نیکولا تسلا، مخترع

### دینوفلسفه
جنبش روز پایانی مقدس در سدهٔ ۱۹ توسط جوزف اسمیت کوچک و بریگهام یانگ معرفی شد که بعدها نظریات، تکالیف و فرهنگ آن به مورمونیسم شهرت یافت. در سال ۱۸۴۴ بازرگانی جوان در ایران ادعا کرد که باب (که در عربی به معنای «دروازه» می‌باشد) است و کیش بابی را بنیان گذاشت. او ادعا کرد که نایب شخصی است که «خدا به او رسالت خواهد داد». در سال ۱۸۶۳ بهاالله که خود یکی از پیروان باب بود، خود را به عنوان موعودی که تمامی ادیان مژدهٔ آمدنش را داده‌اند اعلام کرد. او بنیانگذار دین بهائی می‌باشد. نیکولای ژاپن رهبری مذهبی بود که ارتدکس شرقی را به ژاپن معرفی کرد. دیگر شخصیت‌های مذهبی و فلسفی این سده عبارت‌اند از:
- میخائیل باکونین، آنارشیست
- اگوست کنت، فیلسوف
- گئورگ ویلهلم فریدریش هگل، فیلسوف
- سورن کیرکه‌گارد، فیلسوف

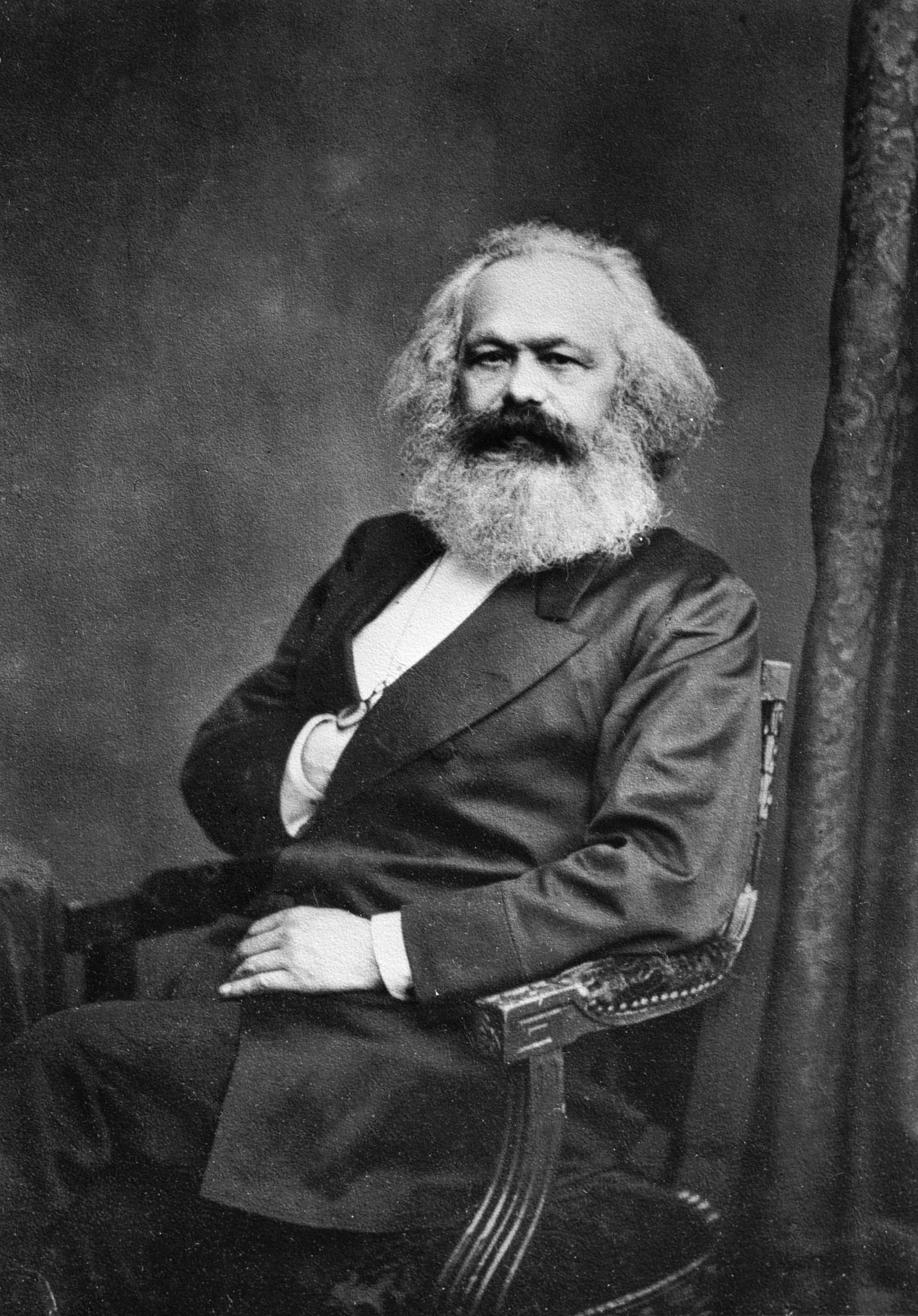
کارل مارکس

- کارل مارکس، فیلسوف و اقتصاددان سیاسی
- جان استوارت میل، فیلسوف
- فردریش نیچه، فیلسوف
- راماکریشنا پاراماهامسا، صوفی هندو
- آرتور شوپنهاور، فیلسوف
- کلود هنری دو روروی، بنیانگذار سوسیالیسم فرانسوی
- ویلیام موریس، اصلاح‌طلب اجتماعی

### سیاست
- اتو وان بیسمارک، صدراعظم آلمان

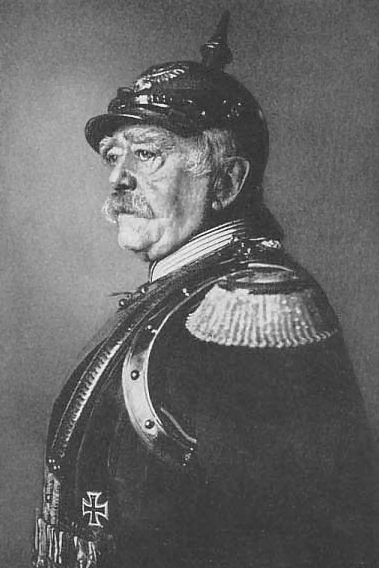
اتو وان بیسمارک، صدراعظم آهنین آلمان

- ناپلئون بناپارت، ژنرال و امپراتور فرانسوی
- جان سی کالهون؟، سناتور آمریکایی
- هنری کلی، سناتور آمریکایی
- جفرسون دیویس، رئیس‌جمهور ایالت‌های هم‌پیمان آمریکا در ابتدا و طول جنگ داخلی آمریکا
- جوزپه گاریبالدی، متحدکنندهٔ ایتالیایی و سرباز پیدموتس
- ویلیام لیولد گریسون، رهبر مخالفان برده‌داری در آمریکا
- ویلیام اوارت گلدستون، نخست‌وزیر بریتانیا
- یولیسیز سایمن گرانت، ژنرال و رئیس‌جمهور آمریکایی
- تئودور هرتزل، بنیانگذار صهیونیسم سیاسی جدید
- اندرو جکسون، ژنرال و رئیس‌جمهور آمریکایی
- توماس جفرسون، سیاست‌مدار، فیلسوف و رئیس‌جمهور آمریکایی
- لایوش کشوت، حکمران مجارستانی؛ رهبر جنگ استقلال
- هونگ ژیوکوان، انقلابی که مدعی بود که پسر خداست.
- بنجامین دیزرائلی، رمان‌نویس و سیاست‌مدار
- لیبرتادورس، آزادی‌خواه آمریکای لاتین
- رابرت ادوارد لی، ژنرال ایالت‌های هم‌پیمان
- آبراهام لینکلن، رئیس‌جمهور آمریکایی که رهبری آمریکا در دورات جنگ داخلی را بر عهده داشت.
- موتسوهیتو، امپراتور ژاپن
- ایشتوان سچنیی، آریستوکرات، رهبر جنبش اصلاحات مجارستان
- ملکه ویکتوریا، ملکهٔ بریتانیا
- کلمنس ونتسل فون مترنیخ، صدراعظم اتریش

## اختراعات، اکتشافات و نوآوری‌ها

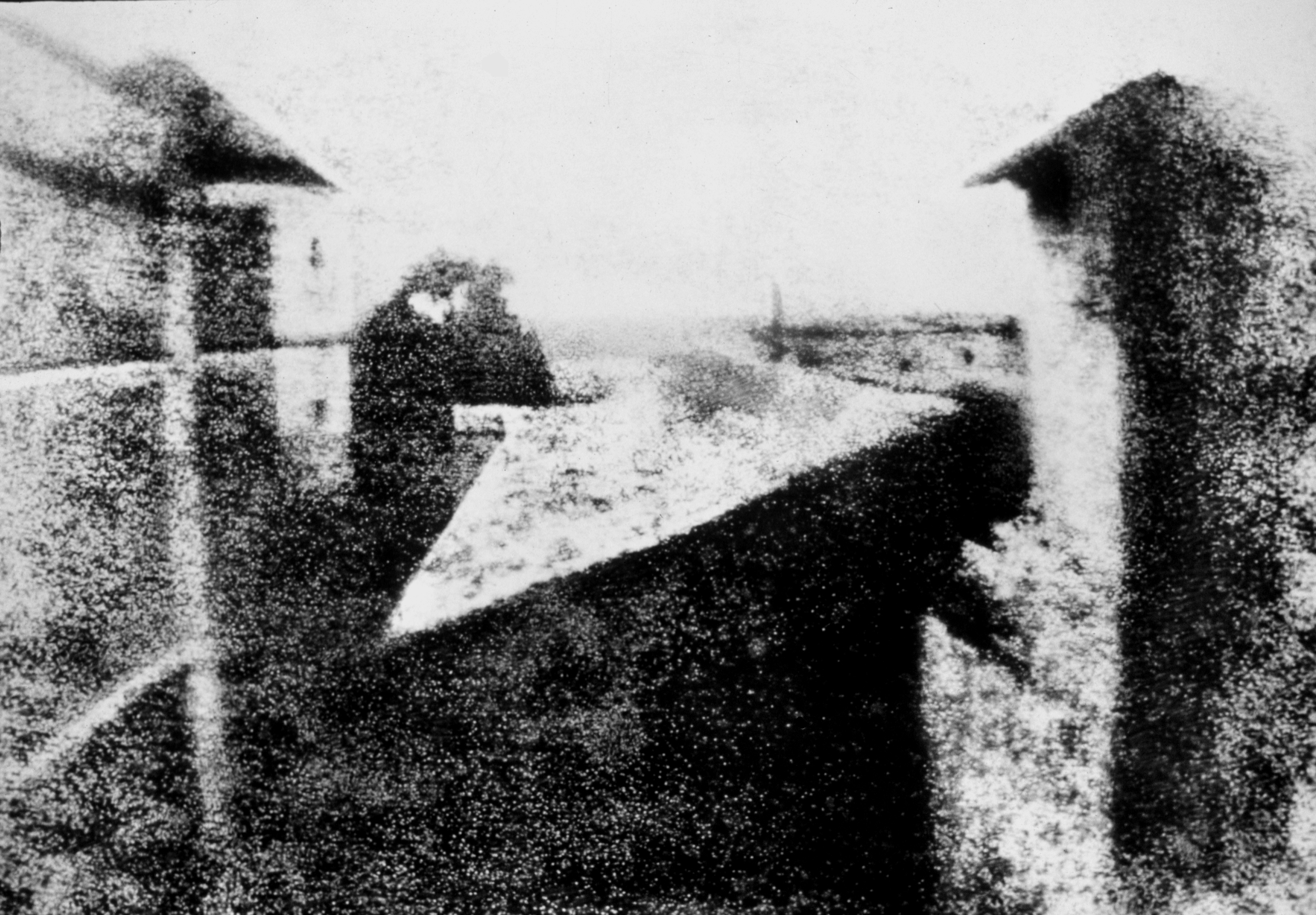
یکی از اولین عکس‌های گرفته‌شده، که در سال ۱۸۲۶ توسط نیسفور نیپسه تولید شده‌است.

تحقیق در دانشگاه‌های تحقیقاتی نظیر دانشگاه برلین و آزمایشگاه‌های ثبت‌شده همچون پارک منلو ادیسون صنعتی شده و باعث رشد سرعت اکتشافات و نوآوری‌ها می‌شود.
- فروشگاه‌های زنجیره‌ای
- اپیدمیولوژی
- سفارش پستی
- زبانشناسی تاریخی
- تمبر پست
- اتوبوس‌های عمومی
- مترو

## ارجاعات
- فهرست جنگ‌ها ۱۸۹۹-۱۸۰۰
- خط زمانی تاریخ اسلامی در سده ۱۹
- فرانسه در سده نوزدهم
- تاریخ روسیه ۱۸۹۲-۱۸۵۵
- اسپانیا در میانه سده نوزدهم
- فلسفه در سده نوزدهم
- خط زمانی موسیقی ۱۸۹۹-۱۸۰۰
- تئاتر در سده نوزدهم
- بازی‌ها در سده نوزدهم
- سده نوزدهم در فیلم

## دهه‌ها و سال‌ها
‎